# Aphonopelma
Aphonopelma är ett släkte spindlar i familjen fågelspindlar som förekommer i Nordamerika, Centralamerika och några få arter i Sydamerika. Släktet omfattar 90 arter.